# Ptychomnion
Ptychomnion är ett släkte av bladmossor. Ptychomnion ingår i familjen Ptychomniaceae.
Kladogram enligt Catalogue of Life:
| Ptychomnion | \| \| Ptychomnion aciculare \| \| \| \| \| \| Ptychomnion cygnisetum \| \| \| \| \| \| Ptychomnion densifolium \| \| \| \| \| \| Ptychomnion falcatulum \| \| \| \| \| \| Ptychomnion ptychocarpon \| \| \| \| |
|             | \| \| Ptychomnion aciculare \| \| \| \| \| \| Ptychomnion cygnisetum \| \| \| \| \| \| Ptychomnion densifolium \| \| \| \| \| \| Ptychomnion falcatulum \| \| \| \| \| \| Ptychomnion ptychocarpon \| \| \| \| |
|             | Cladomnion |
|             | |
|             | Cladomniopsis |
|             | |
|             | Dichelodontium |
|             | |
|             | Glyphothecium |
|             | |
|             | Hampeella |
|             | |
|             | Tetraphidopsis |
|             | |
|             | Ptychomnion aciculare |
|             | |
|             | Ptychomnion cygnisetum |
|             | |
|             | Ptychomnion densifolium |
|             | |
|             | Ptychomnion falcatulum |
|             | |
|             | Ptychomnion ptychocarpon |
|             | |

|  | Ptychomnion aciculare    |
|  |                          |
|  | Ptychomnion cygnisetum   |
|  |                          |
|  | Ptychomnion densifolium  |
|  |                          |
|  | Ptychomnion falcatulum   |
|  |                          |
|  | Ptychomnion ptychocarpon |
|  |                          |